# Xerinae
Gli Xerini (Xerinae Osborn, 1910) costituiscono una sottofamiglia di roditori in seno alla famiglia degli Sciuridi. In esso vengono classificate le numerose specie note collettivamente come «scoiattoli di terra».

## Tassonomia
Comprende 26 generi raggruppati in 3 tribù:
- Tribù Xerini
  - Atlantoxerus Forsyth Major, 1893 (1 sp.)
  - Euxerus Thomas, 1909 (1 sp.)
  - Geosciurus Smith, 1834 (2 sp.)
  - Spermophilopsis Blasius, 1884 (1 sp.)
  - Xerus Hemprich e Ehrenberg, 1833 (1 sp.)
- Tribù Protoxerini
  - Epixerus Thomas, 1909 (1 sp.)
  - Funisciurus Trouessart, 1880 (10 sp.)
  - Heliosciurus Trouessart, 1880 (6 sp.)
  - Myosciurus Thomas, 1909 (1 sp.)
  - Paraxerus Forsyth Major, 1893 (11 sp.)
  - Protoxerus Forsyth Major, 1893 (2 sp.)
- Tribù Marmotini
  - Ammospermophilus Merriam, 1892 (4 sp.)
  - Callospermophilus Merriam, 1897 (3 sp.)
  - Cynomys Rafinesque, 1817 (5 sp.)
  - Eutamias Trouessart, 1880 (1 sp.)
  - Ictidomys J. A. Allen, 1877 (3 sp.)
  - Marmota Blumenbach, 1779 (15 sp.)
  - Neotamias A. H. Howell, 1929 (24 sp.)
  - Notocitellus A. H. Howell, 1938 (2 sp.)
  - Otospermophilus Brandt, 1844 (3 sp.)
  - Poliocitellus A. H. Howell, 1938 (1 sp.)
  - Sciurotamias Miller, 1901 (2 sp.)
  - Spermophilus F. Cuvier, 1825 (15 sp.)
  - Tamias Illiger, 1811 (1 sp.)
  - Urocitellus Illiger, 1811 (12 sp.)
  - Xerospermophilus Illiger, 1811 (4 sp.)

### Alcune specie

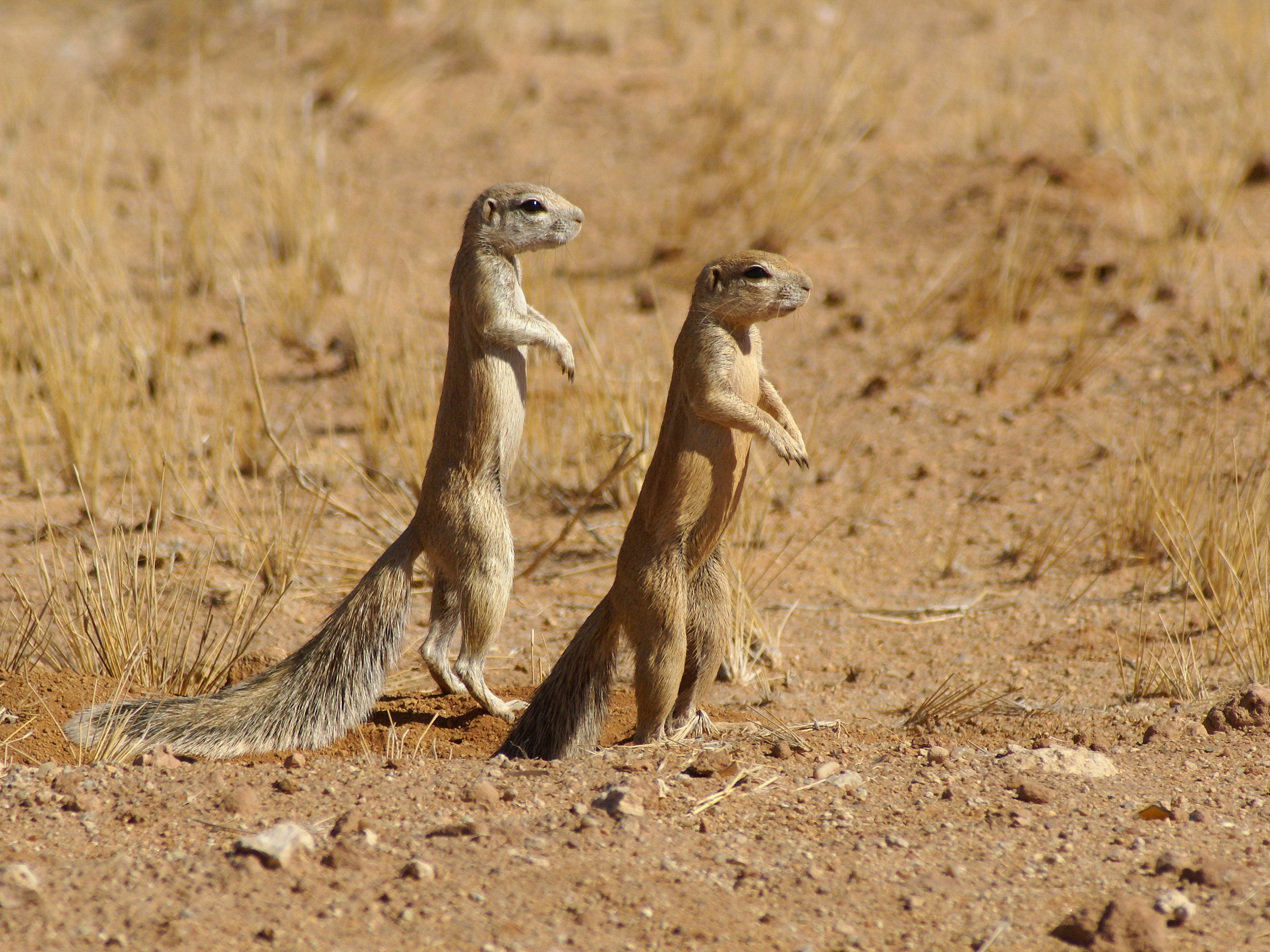
Geosciurus inauris
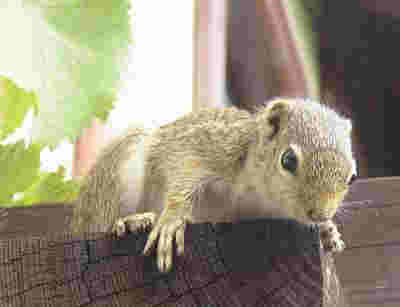
Heliosciurus gambianus
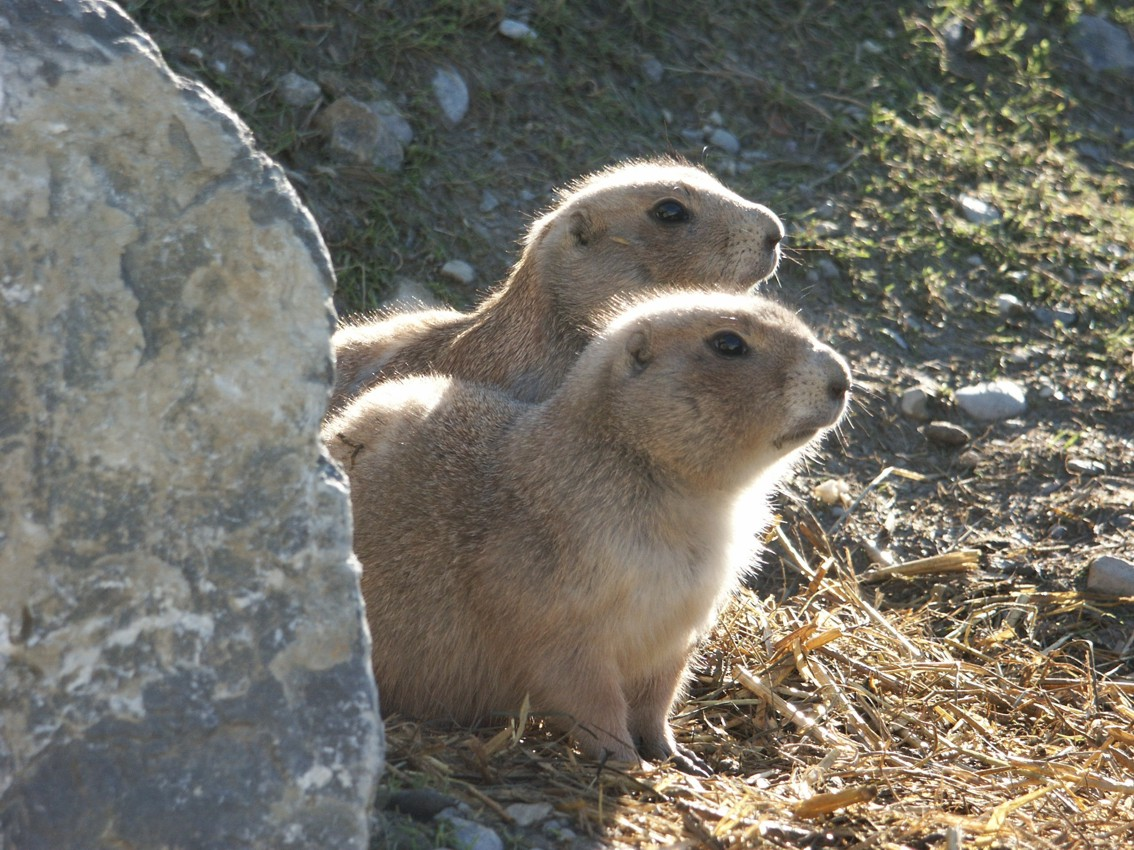
Cynomys ludovicianus
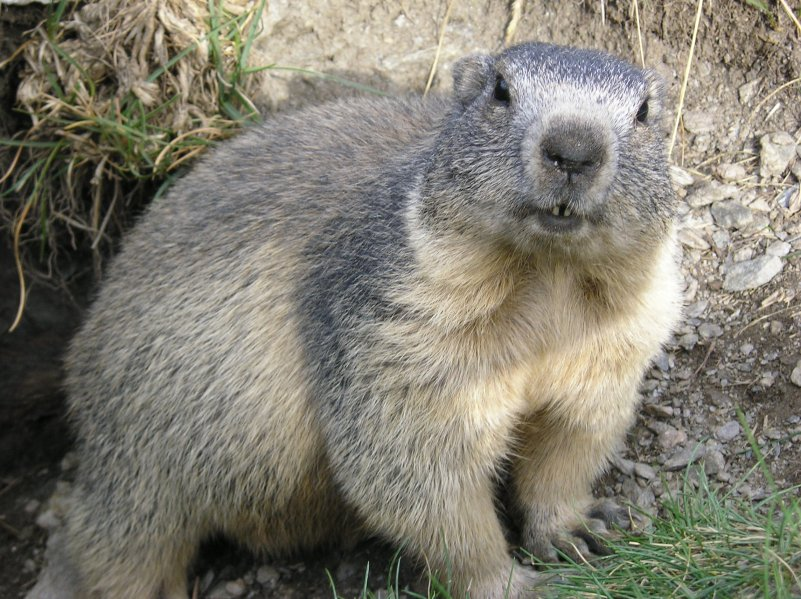
Marmota marmota
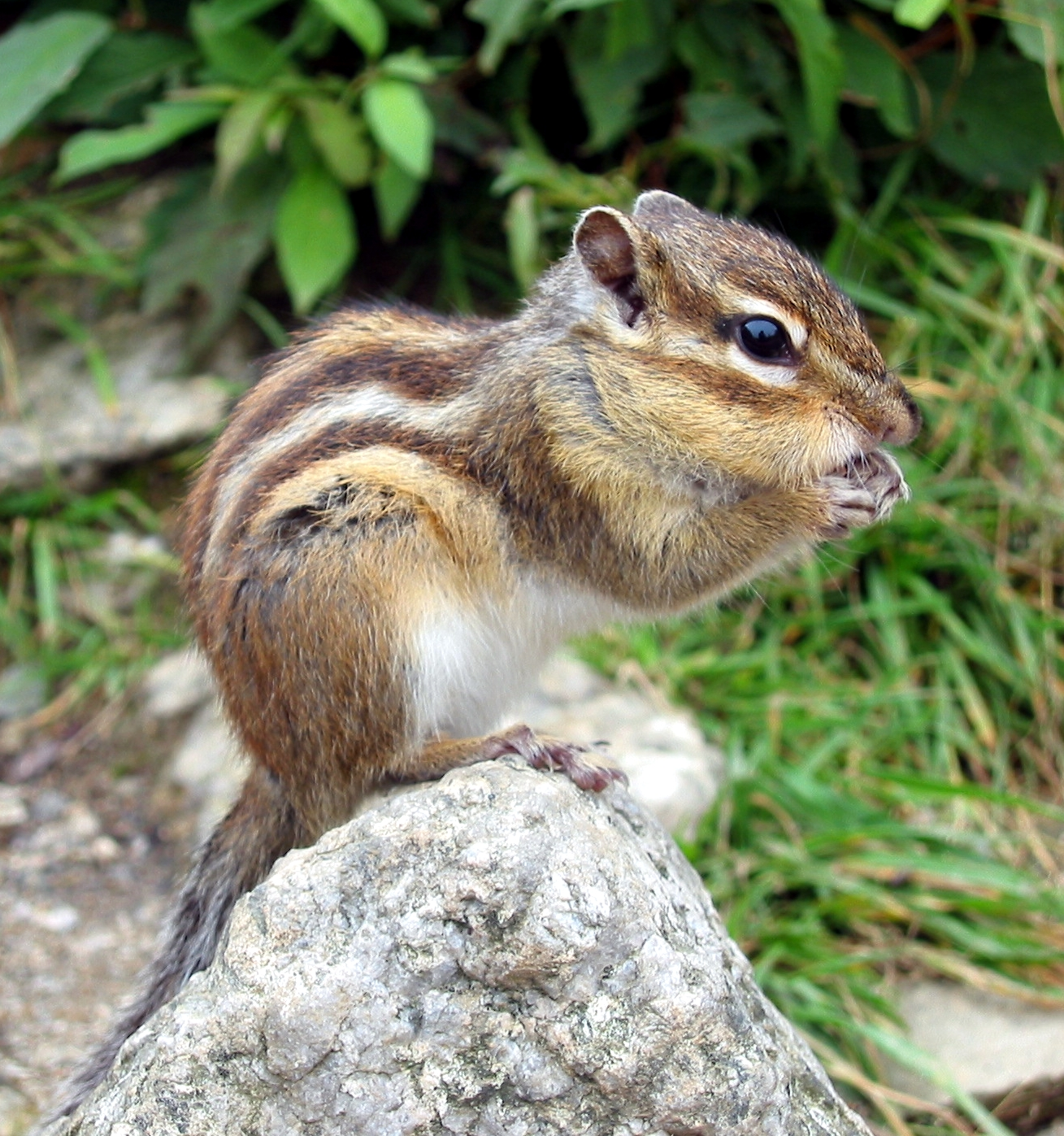
Eutamias sibiricus